# Stukalivka, Hrebinka
Stukalivka (în ucraineană Стукалівка) este localitatea de reședință a comunei Stukalivka din raionul Hrebinka, regiunea Poltava, Ucraina.

## Demografie
Componența lingvistică a localității Stukalivka
     Ucraineană (98,61%)
     Rusă (1,16%)
     Alte limbi (0,23%)
Conform recensământului din 2001, majoritatea populației localității Stukalivka era vorbitoare de ucraineană (98,61%), existând în minoritate și vorbitori de rusă (1,16%).